# إيلماري فارتيا
إيلماري فارتيا (25 أغسطس 1914 – 25 مايو 1951) هو مبارز بالسيف فنلندي راحل، مثّل بلاده في الألعاب الأولمبية الصيفية 1948.

## روابط رياضية
إيلماري فارتيا على موقع اللجنة الأولمبية الدولية (الإنجليزية)
- إيلماري فارتيا على موقع أوليمبيديا (الإنجليزية)